# Hu (ägyptische Mythologie)
Hu ist ein altägyptischer Schöpfungsgott, der bereits im Alten Reich belegt ist. In der ägyptischen Mythologie repräsentiert er als Mund, Lippen und Zunge den zur Sprache gewordenen Schöpfungsbefehl des Re, der das Entstehen der Gottheiten sowie der Menschen und alles andere Leben auf der Erde ermöglicht.
Hu (Ausspruch) symbolisierte daher als „Ka des Re“ einen Teil der schöpferischen Kräfte des Sonnengottes. Gemeinsam mit Sia (Verstand) und Heka (Magie) bildete Hu jene Götterdreiheit, die als „Hilfsgötter der Willensbildung“ durch ihr Wirken die Weltschöpfung vollzog und unter anderem für die tägliche Wiedergeburt des Sonnengottes verantwortlich war. Damit gehört Hu zu den ursprünglichen Heka-Gottheiten.
Im Buch vom Tage ist Hu die 2. Tagesstunde gewidmet, da er mit seinem Wirken die Finsternis vertreibt. Als Beinamen führte er den Titel „Herr von Heliopolis“.